# Liste der Kirchengebäude im Dekanat Rottenburg
Die Liste der Kirchengebäude im Dekanat Rottenburg listet die Kirchengebäude des ehemaligen Dekanats im Bistum Regensburg auf. Sein Gebiet lag im nördlichen Landkreis Landshut.

## Liste der Kirchengebäude
| Bild | Pfarrkirche                         | Ort                                                           | Filialkirchen | Pfarrverband             |
| ---- | ----------------------------------- | ------------------------------------------------------------- | --- | ------------------------ |
|      | Pfarrkirche St. Peter und Paul      | Ergoldsbach Liste der Baudenkmäler in Ergoldsbach             | Filialkirche St. Stephanus in Iffelkofen Filialkirche St. Peter in Langenhettenbach Filialkirche St. Leonhard in Leonhardshaun Filialkirche St. Martin in Martinshaun Kapelle St. Agatha in Ergoldsbach Lourdeskapelle in Ergoldsbach Kapelle Hl. Dreifaltigkeit in Oberdörnbach Kapelle St. Michael in Unterdörnbach | Ergoldsbach              |
|      | Expositurkirche Mariä Heimsuchung   | Kläham in Ergoldsbach                                         | Filialkirche St. Margaretha in Oberergoldsbach Kapelle St. Nikolaus in Pfellnkofen | Ergoldsbach              |
|      | Pfarrkirche Mariä Himmelfahrt       | Bayerbach bei Ergoldsbach Liste der Baudenkmäler in Bayerbach | Filialkirche St. Quirinus in Dürrenhettenbach Filialkirche St. Wolfgang in Gerabach | Ergoldsbach              |
|      | Expositurkirche St. Nikolaus        | Greilsberg in Bayerbach                                       | | Ergoldsbach              |
|      | Pfarrkirche St. Laurentius          | Hohenthann Liste der Baudenkmäler in Hohenthann               | Filialkirche St. Margaretha in Grafenhaun Filialkirche St. Peter in Petersglaim Filialkirche St. Ägidius in Türkenfeld Filialkirche St. Nikolaus in Unkofen Filialkirche St. Stephanus in Weihenstephan Nebenkirche St. Georg in Altenburg Nebenkirche St. Helena in Wachelkofen Schlosskapelle St. Johannes Nepomuk in Hohenthann | Hohenthann               |
|      | Wallfahrtskuratie Mariä Heimsuchung | Heiligenbrunn in Hohenthann                                   | | Hohenthann               |
|      | Pfarrkirche St. Andreas             | Andermannsdorf in Hohenthann                                  | Nebenkirche St. Martin in Gatzkofen Schlosskapelle St. Leonhard in Kirchberg Hofkapelle St. Maria in Mantel | Hohenthann               |
|      | Pfarrkirche St. Katharina           | Schmatzhausen in Hohenthann                                   | Kapelle in Eschenloh | Hohenthann               |
|      | Pfarrkirche Mariä Himmelfahrt       | Neufahrn in Niederbayern Liste der Baudenkmäler in Neufahrn   | Kapelle St. Anna in Sankt Anna Kapelle Maria Gnad in Schaltdorf | Neufahrn in Niederbayern |
|      | Pfarrkirche St. Laurentius          | Asenkofen in Neufahrn                                         | Filialkirche St. Petrus und Paulus in Winklsaß | Neufahrn in Niederbayern |
|      | Pfarrkirche St. Johann Baptist      | Hebramsdorf in Neufahrn                                       | Filialkirche St. Andreas in Piegendorf Filialkirche St. Jakobus der Ältere in Rohrberg | Neufahrn in Niederbayern |
|      | Pfarrkirche St. Andreas             | Hofendorf in Neufahrn                                         | Nebenkirche St. Georg in Walpersdorf Hofkapelle in Grubmühle | Neufahrn in Niederbayern |
|      | Pfarrkirche St. Martin              | Pfeffenhausen Liste der Baudenkmäler in Pfeffenhausen         | Filialkirche St. Nikolaus in Egglhausen Filialkirche St. Blasius in Eichstätt Wallfahrtskirche Zu Unserer Lieben Frau („Klausenkirche“) in Pfeffenhausen | Pfeffenhausen            |
|      | Pfarrkirche St. Laurentius          | Niederhornbach in Pfeffenhausen                               | Filialkirche St. Stephan in Oberhornbach Nebenkirche St. Ulrich in Ebenhausen | Pfeffenhausen            |
|      | Pfarrkirche Mariä Opferung          | Pfaffendorf in Pfeffenhausen                                  | Filialkirche St. Bartholomäus in Koppenwall Nebenkirche St. Korona in Koppenwall | Pfeffenhausen            |
|      | Pfarrkirche St. Erhard              | Rainertshausen in Pfeffenhausen                               | Filialkirche St. Ulrich in Ulrichsried | Pfeffenhausen            |
|      | Pfarrkirche St. Georg               | Rottenburg an der Laaber Liste der Baudenkmäler in Rottenburg | Filialkirche St. Ulrich in Gisseltshausen Filialkirche St. Peter in Münster Filialkirche St. Leonhard in Oberotterbach Nebenkirche Hl. Kreuz in Kreuzthann Nebenkirche St. Walburga in Pattendorf Nebenkirche St. Michael in Ramersdorf Nebenkirche St. Nikolaus in Schaltdorf Nebenkirche St. Thomas in Thomaszell Nebenkirche St. Jakobus der Ältere in Unterotterbach Kapelle St. Sebastian in Ried Kapelle St. Michael in Rottenburg | Rottenburg an der Laaber |
|      | Expositurkirche Mariä Himmelfahrt   | Oberroning in Rottenburg                                      | Nebenkirche St. Ursula in Niederroning | Rottenburg an der Laaber |
|      | Spitalbenefizium St. Josef          | Pattendorf in Rottenburg                                      | | Rottenburg an der Laaber |
|      | Pfarrkirche Mariä Lichtmess         | Inkofen in Rottenburg                                         | Nebenkirche St. Petrus Fourier in Eberstall Nebenkirche St. Johannes der Täufer in Stein | Rottenburg an der Laaber |
|      | Pfarrkirche Mariä Himmelfahrt       | Oberhatzkofen in Rottenburg                                   | Filialkirche St. Margaretha in Niederhatzkofen Nebenkirche St. Stephan in Unterbuch Filialkirche St. Peter und Paul in Unterlauterbach | Rottenburg an der Laaber |